# Магнітні поверхневі рівні
Магнітні поверхневі рівні — квантові рівні енергії електронів, що здійснюють періодичний рух уздовж поверхні металу, паралельно до якої прикладено зовнішнє магнітне поле. Вперше виявлено та пояснено М. С. Хайкіним у 1960 році. Наукове відкриття, зареєстроване у Державному реєстрі відкриттів СРСР .

## Квазикласична теорія

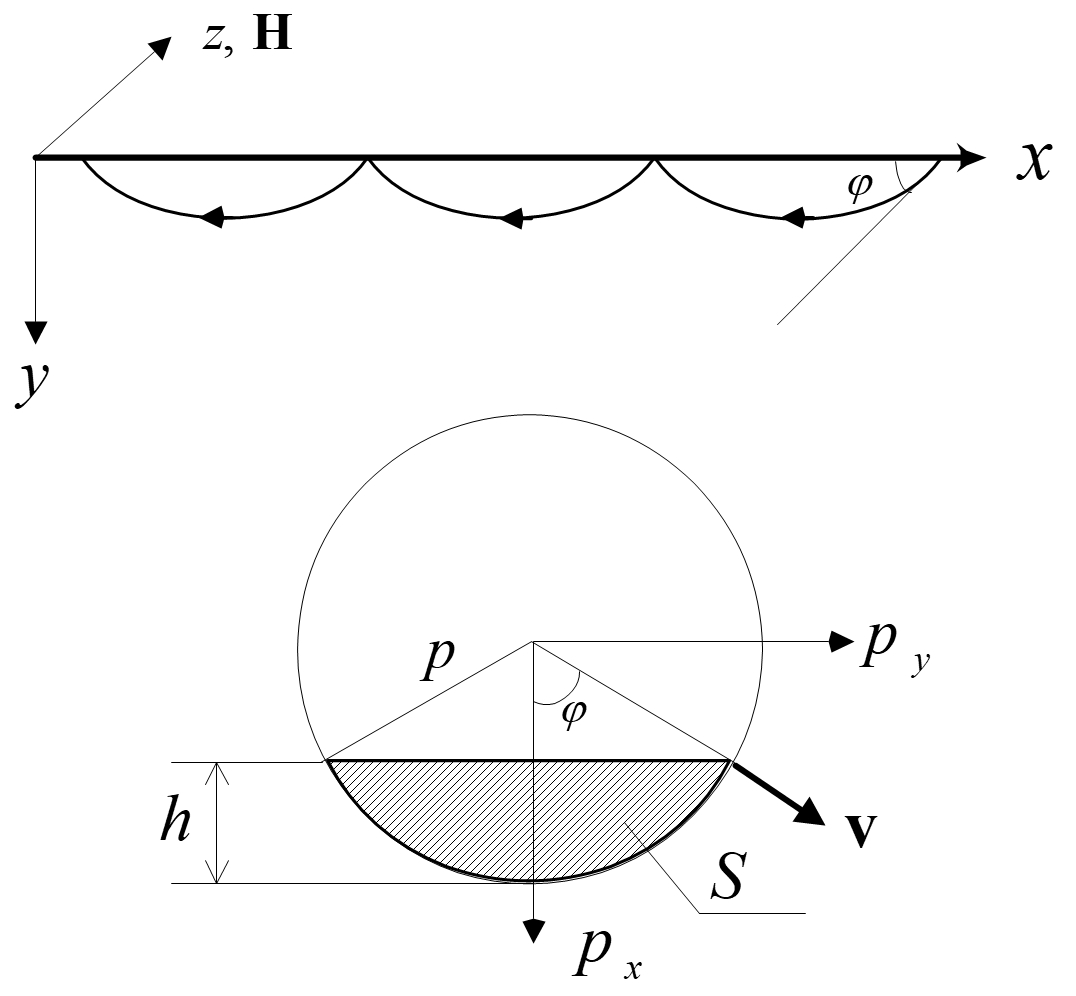
Рис. Траєкторії поверхневих електронів у реальному та імпульсному просторах.

При дзеркальному відбитті носіїв заряду поверхнею в паралельному магнітному полі {\displaystyle H} електрони рухаються по траєкторіях, що «скачуть», для яких кожна наступна ділянка відтворює попередню (див. Рис.). Рух електрона вздовж нормалі до поверхні (вісь {\displaystyle y}) є періодичним, і, відповідно до загальних принципів квантової механіки, квантується. Квазикласичні рівні енергії можуть бути знайдені з умови квазікласичного квантування Ліфшиця — Онсагера площі, яку обмежує траєкторія електрона в імпульсному просторі (Рис.):
{\displaystyle {{S}_{n}}={\frac {2\pi e\hbar H}{c}}\left(n+\gamma \right),\quad \quad (1)}
де {\displaystyle n\gg 1} — ціле позитивне число, {\displaystyle e} — абсолютна величина заряду електрона, {\displaystyle c} — швидкість світла, {\displaystyle \left|\gamma \right|<1} . Розрахунок виходячи з рівняння Шредінгера (див. нижче) показує, що {\displaystyle \gamma \approx -1/4}. У металах найбільшу ймовірність дзеркального відбиття від границі мають електрони, що стикаються з нею під малими кутами, {\displaystyle \varphi \ll 1}, оскільки для таких електронів дебройлівська довжина хвилі, пов'язана з рухом вздовж нормалі до поверхні, менша за розмір поверхневих неоднорідностей. У цьому випадку площа сегменту {\displaystyle S} кола з ларморівським радіусом {\displaystyle {{r}_{H}}=cp/eH} ({\displaystyle p} — радіус кривини орбіти в імпульсному просторі) та його висота {\displaystyle h} дорівнюють:
{\displaystyle S\approx {\frac {2}{3}}r_{H}^{2}{{\varphi }^{3}};\quad h\approx {\frac {{{r}_{H}}{{\varphi }^{2}}}{2}}.\quad \quad (2)}
Використовуючи формули (1), (2), отримуємо:
{\displaystyle {{S}_{n}}={\frac {4}{3}}{{\left({\frac {eH}{c}}\right)}^{2}}{{\left(2h_{n}^{3}{{r}_{H}}\right)}^{1/2}}={\frac {2\pi e\hbar H}{c}}\left(n-{\frac {1}{4}}\right),\quad \quad (3)}
де {\displaystyle h_{n}} — дискретні значення висоти сегмента. Оскільки при {\displaystyle y\ll r_{H}} швидкість електрона {\displaystyle \mathbf {v} } спрямована майже паралельно поверхні, {\displaystyle {{v}_{x}}\gg v_{y}}, то приблизно можна вважати, що сила Лоренца спрямована за нормаллю і дорівнює {\displaystyle {{F}_{y}}=(e/c)v_{x}H}, а кожному значенню {\displaystyle h_{n}}, яке слід визначити з рівняння (3), відповідає енергія
{\displaystyle {{\varepsilon }_{n}}={\frac {eHv_{x}{{h}_{n}}}{c}}={\frac {v_{x}}{2}}{{\left[{\frac {3\pi e\hbar H}{c{\sqrt {p}}}}\left(n-{\frac {1}{4}}\right)\right]}^{2/3}}.\quad \quad (4)}

## Квантова теорія. Загальний випадок
Розглянемо метал, з довільним законом дисперсії електронів провідності {\displaystyle \varepsilon =\varepsilon \left(\mathbf {p} \right)}. Магнітні поверхневі рівні енергії {\displaystyle \varepsilon _{n}} та хвильові функції {\displaystyle \psi \left(x,y,z\right)} можуть бути знайдені з рівняння Шредінгера
{\displaystyle \varepsilon \left(\mathbf {\hat {p}} -{\frac {e}{c}}\mathbf {A} \right)\psi \left(x,y,z\right)=\varepsilon \psi \left(x,y,z\right)\quad \quad (5)}
з граничними умовами
{\displaystyle \psi \left(x,0,z\right)=0;\quad \quad \psi \left(x,y\to \infty ,z\right)\to 0,\quad \quad (6)}
де {\displaystyle \mathbf {\hat {p}} ={\frac {i}{\hbar }}{\frac {\partial }{\partial \mathbf {r} }}} — оператор квазіімпульсу. Магнітне поле спрямоване вздовж осі {\displaystyle z} . Виберемо векторний потенціал наступним чином {\displaystyle \mathbf {A} =\left(-Hy,0,0\right)}. При малих відстанях {\displaystyle y} від поверхні {\displaystyle y=0} розкладання гамільтоніана в точці {\displaystyle p_{y0}}, поблизу якої нормальна компонента швидкості {\displaystyle {{v}_{y0}}=\partial \varepsilon /\partial {{p}_{y0}}=0}, має вигляд:
{\displaystyle {\hat {\varepsilon }}=\varepsilon \left({{\hat {p}}_{x}},{{p}_{y0}},{{\hat {p}}_{z}}\right)+{\frac {\partial \varepsilon }{\partial {{\hat {p}}_{x}}}}{\frac {eHy}{c}}-{\frac {{\hbar }^{2}}{2}}{\frac {{{\partial }^{2}}\varepsilon }{\partial p_{y0}^{2}}}{\frac {{\partial }^{2}}{\partial {{y}^{2}}}}.\quad \quad (7)}
Хвильова функція визначає вільний рух електрона у площині {\displaystyle xz} та обмежений квантований рух уздовж осі {\displaystyle y} :
{\displaystyle \psi \left(x,y,z\right)={{\varphi }_{n}}\left(y\right)\exp \left({\frac {i}{\hbar }}{{p}_{x}}x+{\frac {i}{\hbar }}{{p}_{z}}z\right).\quad \quad (8)}
Підставляння хвильової функції (8) у рівняння Шредінгера (5) з гамільтоніаном (7) призводить до рівняння для функції {\displaystyle {{\varphi }_{n}}\left(y\right)}, що збігається з рівнянням Шредінгера для частинки в трикутній квантовій ямі (рівняння для функцій Ейрі). Вирішення цього рівняння, що задовольняє граничній умові {\displaystyle \varphi \left(y\to \infty \right)\to 0}, виражається через функцію Ейрі 1-го роду, {\displaystyle Ai(y)} :
{\displaystyle \varphi \left(y\right)={{C}_{n}}Ai\left(\alpha y-\alpha {{y}_{\varepsilon }}\right),}
де {\displaystyle C_{n}} — нормувальна константа,
{\displaystyle \alpha ={{\left(2{{v}_{xo}}{{m}_{yy0}}{\frac {eH}{c{{\hbar }^{2}}}}\right)}^{1/3}};\quad {{y}_{\varepsilon }}={\frac {\varepsilon -\varepsilon \left({{p}_{x}},{{p}_{y0}},{{p}_{z}}\right)}{eH/c}}.}
Тут {\displaystyle {{v}_{x0}}=\partial \varepsilon /\partial {{p}_{x}}} — {\displaystyle x} — компонента швидкості електрона, {\displaystyle {m_{yy0}^{-1}}={{\partial }^{2}}\varepsilon /\partial p_{y0}^{2}} — відповідна компонента тензора зворотних ефективних мас при {\displaystyle p_{y}=p_{y0}}. Квантові рівні енергії можуть бути знайдені за допомогою граничної умови {\displaystyle {{\varphi }_{n}}\left(0\right)=0}, що призводить до вимоги {\displaystyle \alpha {{y}_{\varepsilon }}={{a}_{n}}}, де {\displaystyle -a_{n}} — нулі функції Ейрі, {\displaystyle Ai(-a_{n})=0} . В результаті отримуємо:
{\displaystyle {{\varepsilon }_{n}}={\frac {{{\hbar }^{2}}{{\alpha }^{2}}{{a}_{n}}}{2{{m}_{yy0}}}}={\frac {{a}_{n}}{2}}{{\left({\frac {2\hbar eH{{v}_{x0}}}{c{\sqrt {{m}_{yy0}}}}}\right)}^{2/3}}.\quad \quad (9)}
При досить великих значеннях {\displaystyle n} справедлива наступна асимптотична формула : {\displaystyle {{a}_{n}}\simeq {{\left[(3\pi /2)\left(n-1/4\right)\right]}^{2/3}}} .

## Експериментальне спостереження
Магнітні поверхневі рівні проявляють себе, наприклад, у вигляді резонансів у поверхневому опорі металу, що вимірюється на надвисоких частотах {\displaystyle \omega } залежно від величини магнітного поля, спрямованого вздовж поверхні. Частоти резонансів задовольняють умові
{\displaystyle \omega ={{\omega }_{nm}}={\frac {{{\varepsilon }_{n}}-{{\varepsilon }_{m}}}{\hbar }},}
де рівні енергії {\displaystyle {{\varepsilon }_{n\left(m\right)}}} визначаються формулою (9), в якій значення швидкість та ефективну масу слід взяти при значенні енергії, рівному енергії Фермі, а проєкцію імпульсу на напрямок магнітного поля, {\displaystyle p_{z}}, слід визначити з умови екстремуму {\displaystyle \partial {{\omega }_{nm}}/\partial {{p}_{z}}=0}. Інтервал полів, у якому спостерігається резонансний ефект, становить від сотих часток до одиниць ерстеда при частоті близько 10 ГГц.